# Justo Figuerola
Justo Figuerola (Lambayeque; 1771 — 1854) foi um político e Presidente do Peru.